# يونيو 2005
يونيو 2005 هو الشهر السادس من عام 2005، بدأ يوم الأربعاء، وأنتهى يوم الخميس، وأمتد لثلاثين يومًا.

## يوليو 2005
يوليو 2005

## الخميس 30 يونيو 2005
- رئيس حكومة جديد في لبنان: تم تكليف فؤاد السنيورة، رئيس المالية السابق بتشكيل حكومةلبنان، ويأتي هذا في أعقاب دعم كتلة المستقبل التي فازت بالأغلبية البرلمانية، ويتزعمها سعد الدين الحريري لهذا الترشيح. ويقضي دستور لبنان باختيار رئيس الوزراء من السنة ورئيس البرلمان من الشيعة ورئيس الجمهورية من الموارنة.
- إطلاق سراح حسن الترابي:قامت السلطات السودانية بإطلاق سراح الزعيم السوداني حسن الترابي، كما تم رفع الحظر على أنشطة حزب المؤتمر الشعبي، الذي يتزعمه الترابي.
- مصر تصدر الغاز لإسرائيل: وقعت مصر وإسرائيل اتفاقا لمدة 15 عاما لتصدير الغاز الطبيعي لإسرائيل بقيمة 2.5 مليار دولار ووقع الاتفاق وزير النفط المصري سامح فهمي في القاهرة مع وزير البنية التحتية الإسرائيلي بنيامين بن إليعازر وستبيع مصر لإسرائيل 1.7 مليار متر مكعب من الغاز سنويا ابتداء من أكتوبر عام 2006، بإجمالي حوالي 25 مليار متر مكعب.

## الأربعاء 29 يونيو 2005
- البرازيل تفوز بكأس القارات: في ألمانيا أقيمت المباراة النهائية لكأس القارات بين منتخب اليرازيل والأرجنتين. وفازت البرازيل بالبطولة 4-1. وكانت ألمانيا قد فازت علي المكسيك بصعوبة 4-3 حيث سدد اللاعب الألماني الشهير مايكل بالاك هدفا في الوقت الإضافي لتفوز ألمانيا بالمركز الثالث. وكانت ألمانيا تلعب بعشرة لاعبين لطرد لاعبها مايك هانكه بعد تسع دقائق من بداية الشوط الثاني.
- الفياجرا..لاتسبب العمي..!!: بعد مراجعة كافة التقاريرالطبية المتعلقة بأثرالفياجرا علي العيون ثبت كما تقول الشركة المنتجة، أنه لا يوجد أي دليل على زيادة مخاطر الإصابة بالعمى.أو أي مرض له علاقة بالعيون.وتقول الشركة أن عددا من الخبراء المستفلين في أمراض العيون لم يجدوا تأثيرات سلبية خطيرة للحبة الزرقاءعلى العين. لأن المرض العصبي البصري المعروف باسم NAION، هو أحد الأمراض العصبية البصرية التي تصيب عددا من كبار السن الذين تزيد أعمارهم على 50 عاماً، والتي من بينها ارتفاع ضغط الدم وارتفاع مستوى الكوليسترول وظهور مرض السكر.

## الثلاثاء 28 يونيو 2005
- انتصار الحزب الاشتراكي البلغاري: في الانتخابات البرلمانية التي جرت في بلغاريامؤخرا، تقدم في الأصوات الحزب الاشتراكي على الحزب الحاكم الذي يقوده رئيس الحكومة السابق سميون ساكس-كوبرغ، الملك السابق للبلاد. وتعبر هذه المرة الأولى التي يعود فيها الحزب الشيوعي السابق(بعد تغير اسمه إلى الحزب الاشتراكي) إلى السلطة منذالإطاحة بالديكتاتورالسابق تشاوسيسكو. وقد قامت قيادات هذا الحزب بتغيرات جذرية. من بينها تولية العناصر الشابة المناصب الرئيسية، كما تم تغيير أولويات السياسة العامة لتتماشى مع متطلبات الشارع في بلغاريا.

## السبت 25 يونيو 2005
- اكتشاف كوكب عاشر: اعلنت وكالة الفضاء والطيران الأمريكية ناسا عن اكتشاف كوكب عاشر في مجموعتنا الشمسية. تم تسمية الكوكب الجديد كوكب سدنا Sedna. ويبعد عن الأرض حوالي 10 بلايين كم. تم اكتشافه في عام 2003 ويبلغ قطرة حوالي 2000 كم. ومن المعروف أن عدد كواكب المجموعة الشمسية تسعة.وهي حسب بعدها عن الشمس عطارد - الزهرة - الأرض- المريخ - المشتري - زحل - أورانوس- نبتون-وبلوتو.
- اتهامات بتدنيس القرآن: اتهم أمريكيون بتدنيس القرآن في معتقل غوانتنامو الأمريكي المقام على أراض أمريكية بجزيرة كوبا. جاء الخبر بمجلة نيوزويك الأمريكية. قامت المظاهرات ووالاحتجاجات في عدد من الدول الغربية والإسلامية. واعتذرت المجلة عن الخبر وأوردت أنه نشر بالخطأ بضغط من الإدارة الأمريكية وتم سحبه. وكان المحققون الأمريكيون في 3 يونيو قد قاموا بالتحقيقات مع الجنود والتي اكدت وقوع تدنيس القرآن بطريقة أو بأخرى.كما نشرت النيوزويك.